# Pérsis

Império Aquemênida em seu zênite com Pérsis no centro sul

Pérsis (em grego clássico: Περσίς; romaniz.: Persís), Parsa (em persa antigo: 𐎱𐎠𐎼𐎿; em persa: پارس; romaniz.: Pârs) ou Pérsia Própria é uma região histórica situada no sudoeste do atual Irã (moderna província de Fars). Acredita-se que os persas inicialmente migraram da Ásia Central ou mais concretamente do norte através do Cáucaso, chegando em Pérsis no começo do I milênio a.C..
O Império Aquemênida foi derrotado por Alexandre, o Grande, no século IV a.C.; pouco tempo depois o Império Selêucida foi fundado, sem no entanto jamais estender seu domínio além das principais rotas comerciais de Pérsis, e na altura do reinado de Antíoco I, ou talvez mais tarde, Pérsis surgiu como Estado independente e começou a cunhar suas próprias moedas. O Império Selêucida foi derrotado pelos partas em 238 a.C.; por volta de 205 a.C., Antíoco III estendeu seu domínio sobre a Pérsia, acabando efetivamente com a independência da região.